# Aldo Bufi Landi

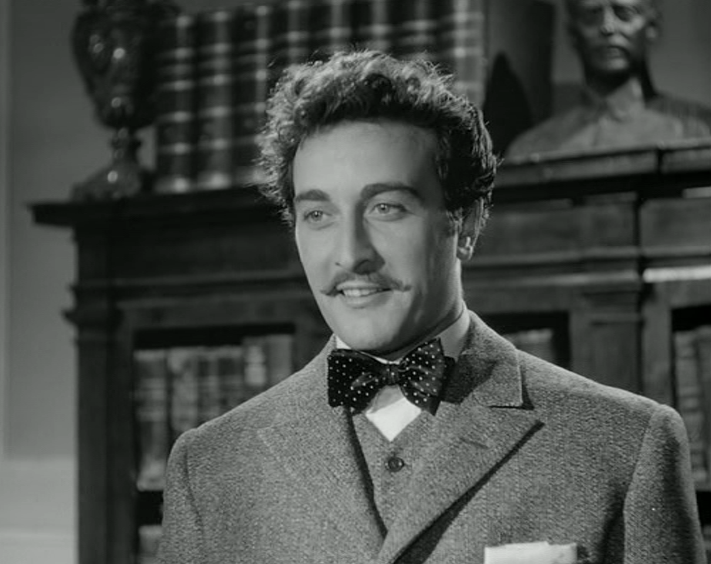
Aldo Bufi Landi (1952)

Aldo Bufi Landi (* 7. April 1923 in Neapel; † 2. Februar 2016 ebenda) war ein italienischer Schauspieler.

## Leben
Bufi Landi ist der Sohn des bereits 1930 verstorbenen Journalisten Amedeo Bufi. Er begann seine darstellerische Laufbahn bei Eduardo und Peppinos I De Filippo und auf örtlichen Bühnen, wo er in „Avanspettacoli“ in kleineren, oft mundartlichen Stücken spielte und dabei einigen Erfolg vorweisen konnte. Braungebrannt, schnurrbärtig, gutaussehend und sympathisch erregte er schnell die Aufmerksamkeit von Filmproduzenten, die ihn ab 1946 in Werken mit neapolitanischem Kolorit einsetzten, die im Süden Italiens große Publikumserfolge wurden, so Malaspina oder La figlia della Madonna. Ein Jahrzehnt lang hielt dieser große Erfolg an; dann wagte Bufi Landi auch den Schritt in andere Genres, wobei er in Abenteuer- und mythologischen Filmen sowie leichten Komödien oftmals die Rolle des Sidekick oder eine Charakterdarstellung übernahm; erwähnenswert ist dabei sein „Rudolph Valentino“ in Francesco Rosis Auf St. Pauli ist der Teufel los. Neben diesen bis Mitte der 1970er Jahre fortdauernden stetigen Filmengagements spielte Bufi Landi nur gelegentlich für das Fernsehen. Seit 1988 war er nur noch drei Mal in Filmen zu sehen.
Als Pseudonym verwendete er Al Landy und John Levery.
Er war mit Clara Bindi verheiratet.

## Filmografie (Auswahl)
- 1946: Malaspina
- 1952: Der Rebell von Tacca del Lupo (Il brigante di Tacca del Lupo)
- 1953: El Alamein
- 1955: Unterm Leuchtturm der Liebe (La rossa)
- 1953: Die große Hoffnung (La grande speranza)
- 1959: Auf St. Pauli ist der Teufel los (I magliari)
- 1960: Wind des Südens (Vento del Sud)
- 1960: Der Meistergauner (Il mattatore)
- 1961: Maciste besiegt die Feuerteufel (Il trionfo di Maciste)
- 1961: Maciste, der Sohn des Herkules (Maciste nella terra dei ciclopi)
- 1962: Die graue Galeere (Odio mortale)
- 1963: Robin Hood in der Stadt des Todes (L’invincible cavaliere mascherato)
- 1963: Samson und die weißen Sklavinnen (Sansone contro i pirati)
- 1963: Zorro gegen Maciste – Kampf der Unbesiegbaren (Zorro contro Maciste)
- 1964: Das Geheimnis der Lederschlinge (I misteri della giungla nera)
- 1965: Die Rückkehr des Gefürchteten (Erik il vichingo)
- 1967: Sie nannten ihn King (Caccia ai violenti)
- 1968: Gestatten, das sind meine Kohlen! (Midas Run)
- 1969: Quintana – Er kämpft um Gerechtigkeit (Quintana)
- 1969: La última aventura del Zorro
- 1971: Hexenkessel Kairo (Si può fare molto con sette donne)
- 1971: Vier Fliegen auf grauem Samt (Quattro mosche di velluto grigio)
- 1972: Der Mann aus Marseille (La Scoumoune)
- 1972: Trio der Lust (Byleth (Il demone dell'incesto))
- 1974: Supermänner gegen Amazonen (Superuomini, superdonne, superbotte)
- 1980: Höllentrip ins Jenseits (Eroina)
- 1997: Mondläufe zwischen Erde und Meer (Giro di lune tra terra e mare)
- 2008: Torno a vivere da solo